# Luxemburgs bidrag i Eurovision Song Contest

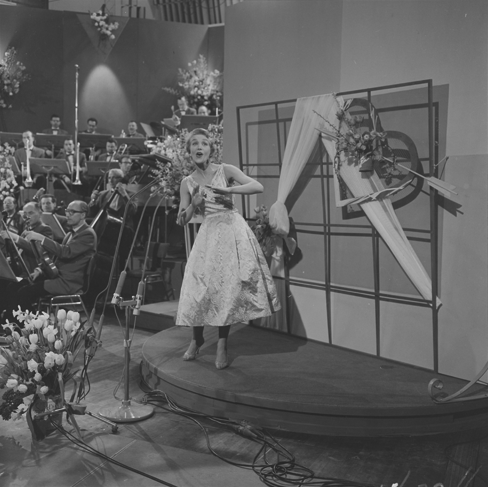
Solange Berry i Hilversum 1958

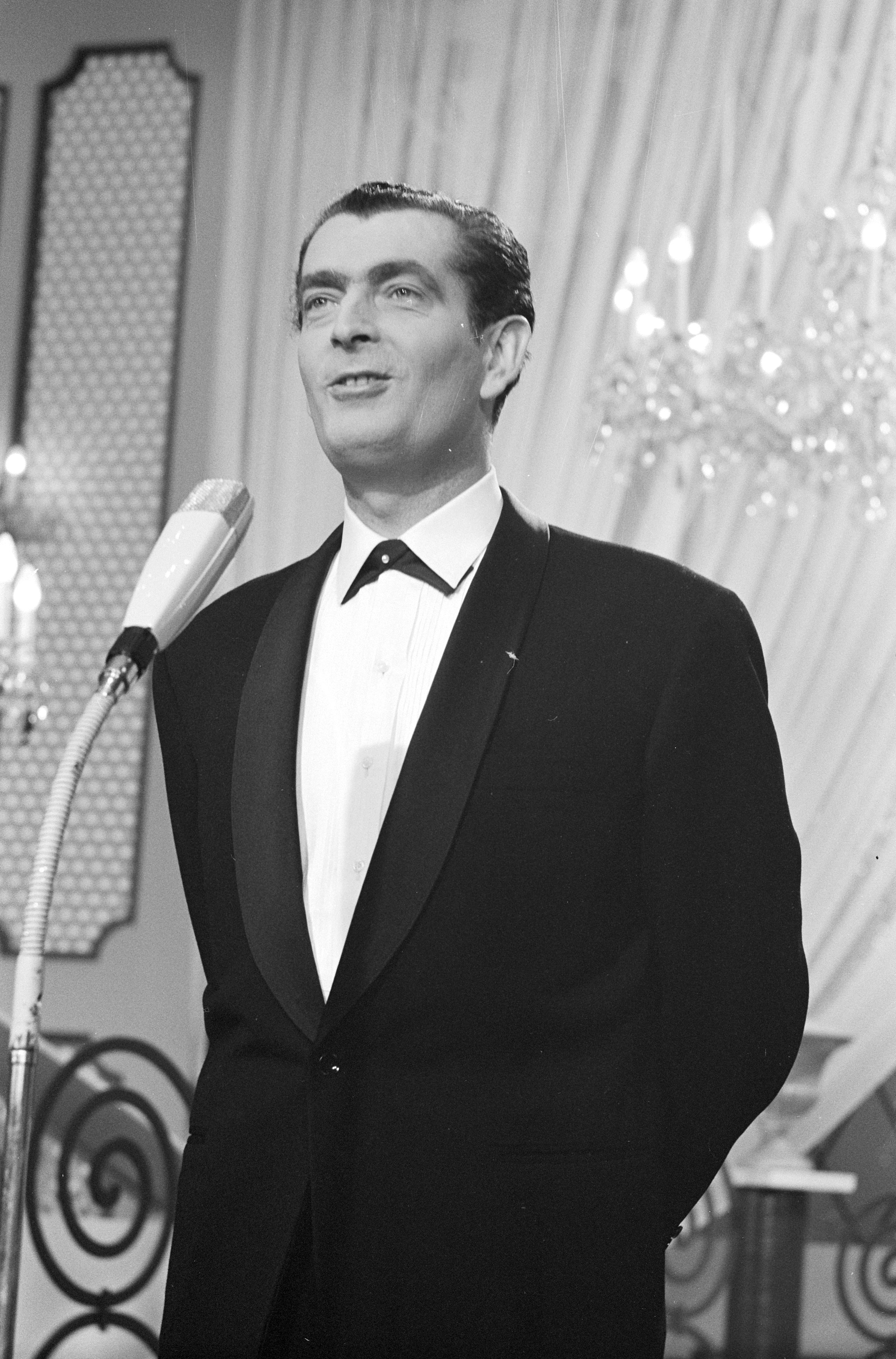
Camillo Felgen i Luxemburg 1962

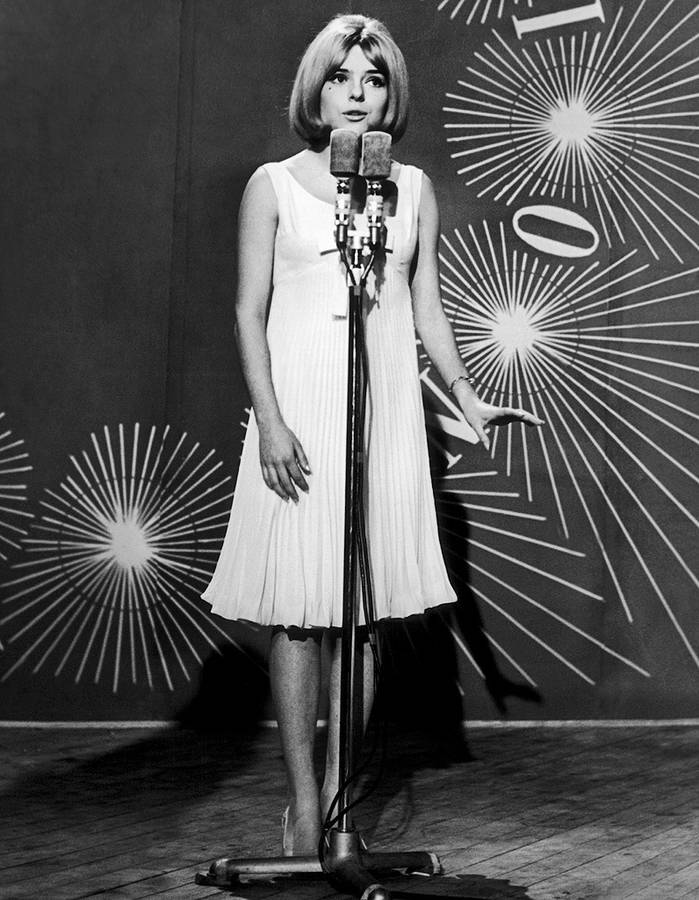
France Gall i Neapel 1965

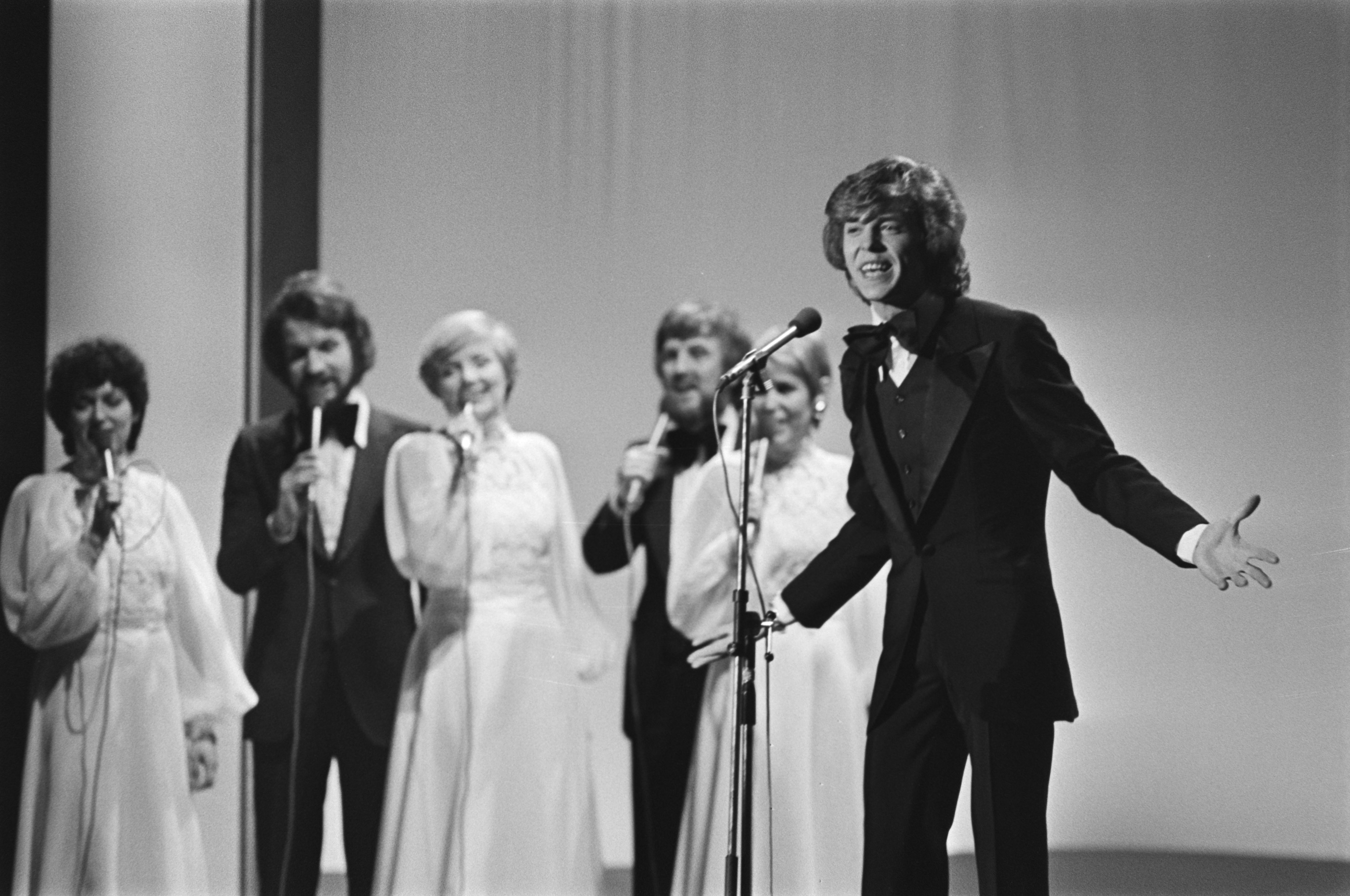
Jürgen Marcus i Haag 1976

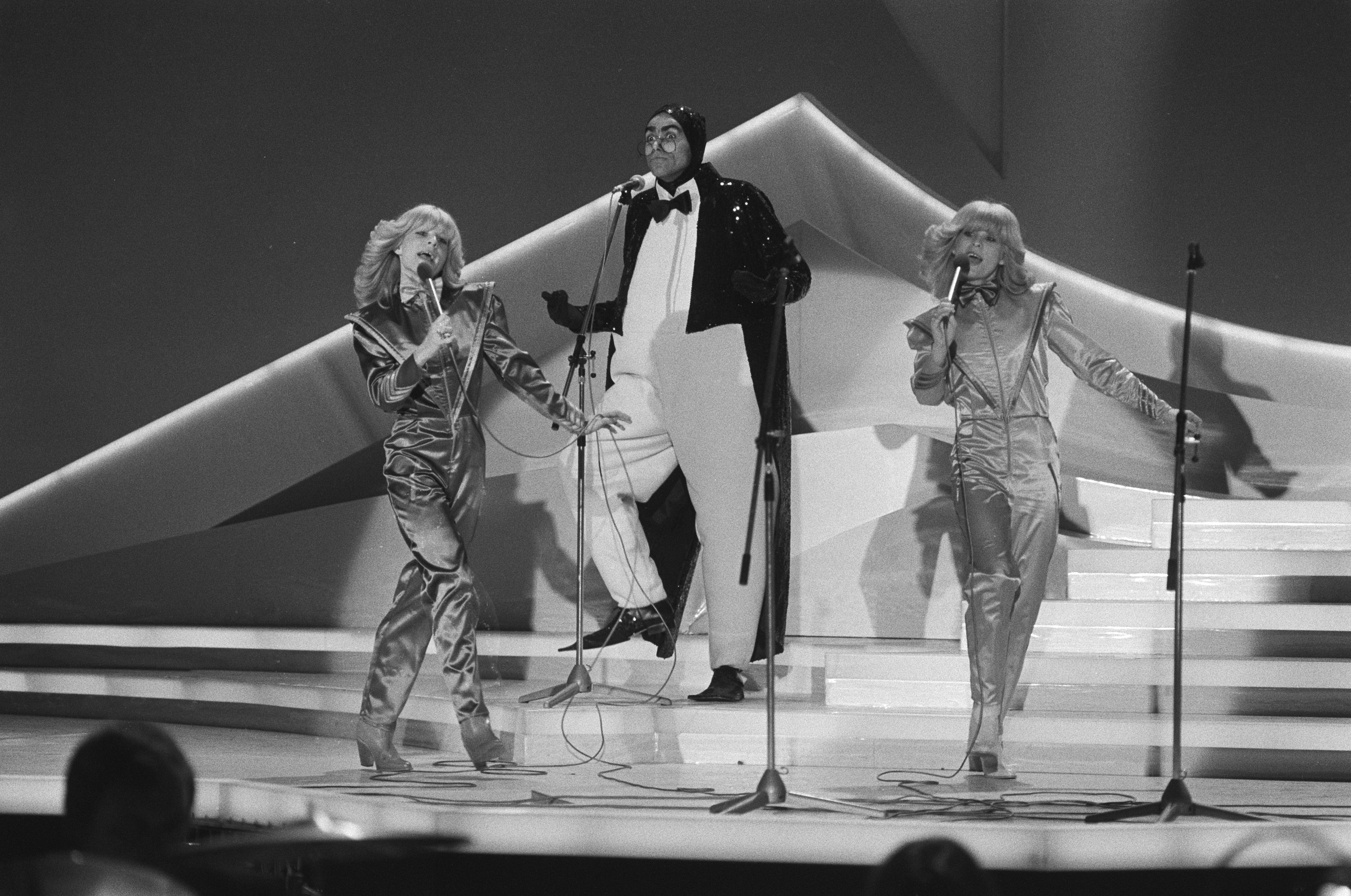
Sophie & Magaly i Haag 1980

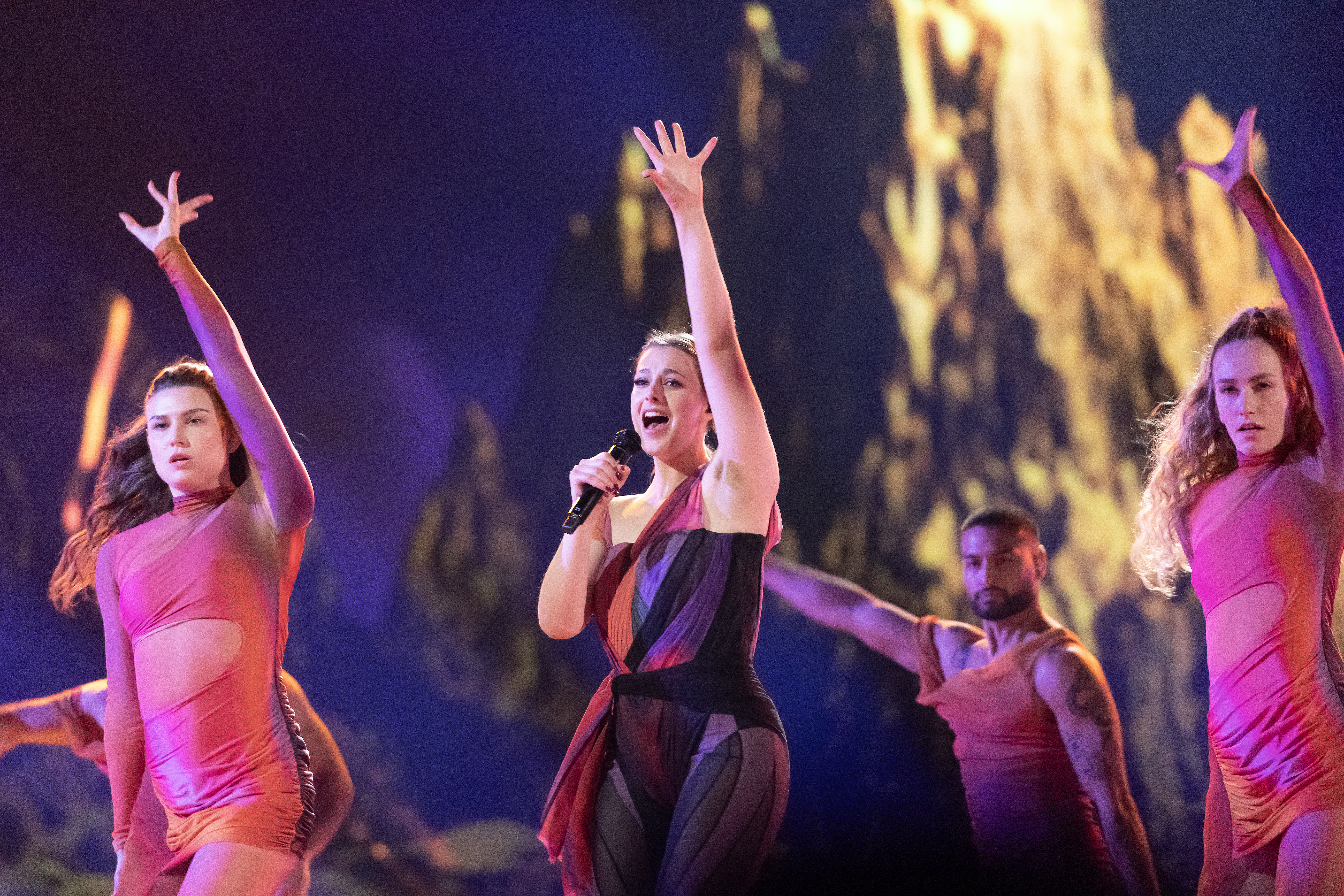
TALI i Malmö 2024

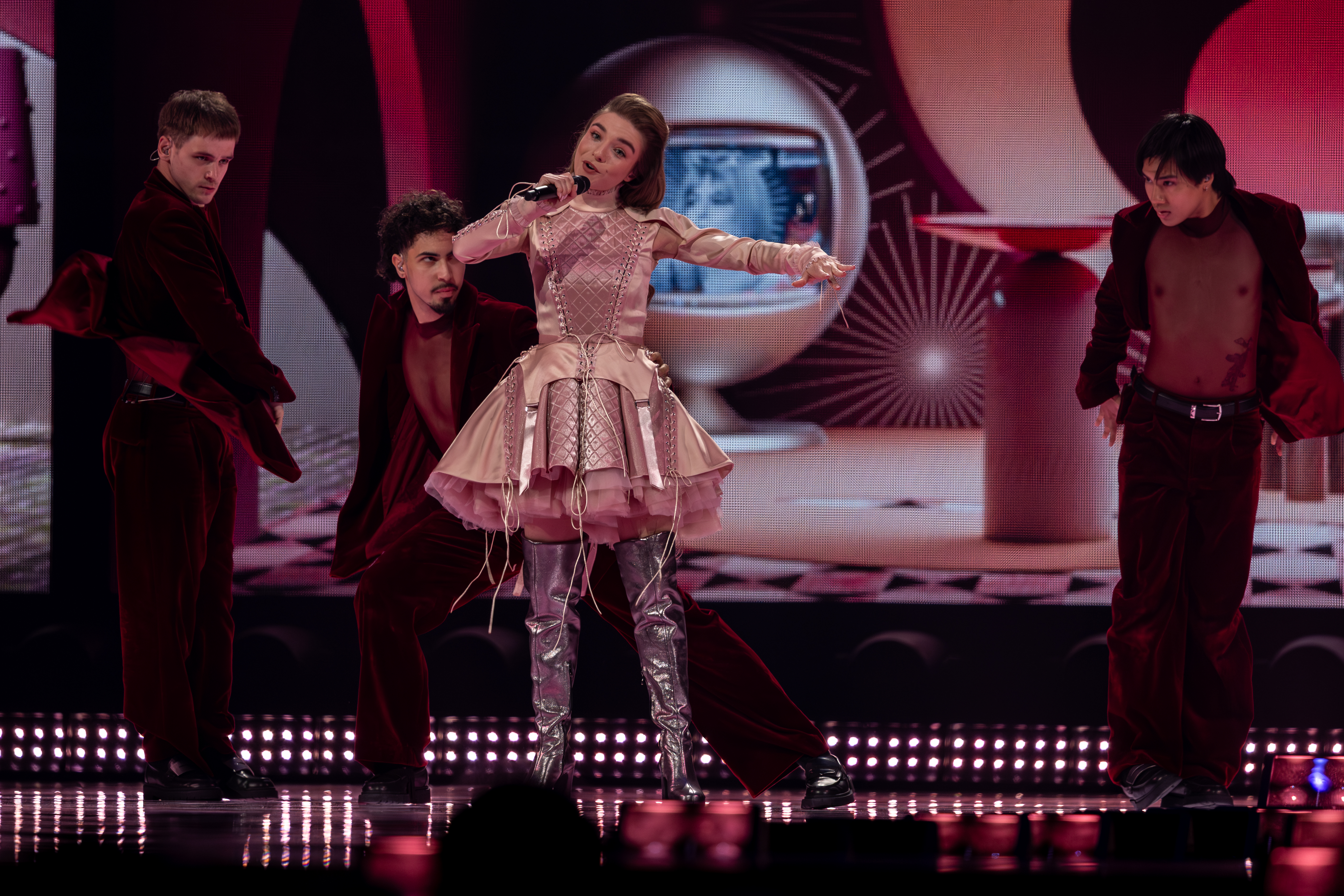
Laura Thorn i Basel 2025

Luxemburg debuterade i Eurovision Song Contest 1956 och har till och med 2025 deltagit 39 gånger. Det luxemburgska tv-bolaget RTL Lëtzebuerg (RTL) har ansvarat för Luxemburgs medverkan varje år sedan 1956. Majoriteten av Luxemburgs bidrag har valts ut genom internval, endast vid två tillfällen har bidraget valts ut genom en nationell uttagning.
Luxemburg har hittills vunnit tävlingen vid fem tillfällen; 1961, 1965, 1972, 1973 och 1983. Förutom segrarna har Luxemburg stått på pallplats vid ytterligare två tillfällen; två tredjeplatser (1962 och 1986). På grund av landets lilla storlek och de nationella programföretagens förkärlek för internt urvalsförfarande kom de flesta av Luxemburgs aktörer inte från storhertigdömet, utan till största delen från Frankrike. Alla Luxemburgs fem vinnande bidrag framfördes av utländska sångare, varav fyra var franska och en var grekiska. Av 39 framträdanden totalt har endast sju sångare (Camillo Felgen, Monique Melsen, Sophie Carle, Franck Olivier, Sarah Bray, Marion Welter och Laura Thorn) ursprung från Luxemburg.

## Luxemburg i Eurovision Song Contest

### Historia
Luxemburg var ett av de sju ursprungliga länderna som deltog i den första upplagan av tävlingen 1956. Av okänd anledning uteblev landet från tävlan 1959, men återkom året efter och deltog därefter samtliga år fram till och med 1993. Från debuten dröjde det fem år tills landet skulle ta sin första seger i tävlingen. 1961 segrade man med bidraget Nous les amoureux framförd av Jean-Claude Pascal. Camillo Felgen representerade landet för andra gången 1962. Innan dess hade han representerat landet 1960, då han kom på sista plats i finalen. Vid återvändandet 1962 gick det hela vägen till pallplats och Luxemburg slutade trea på hemmaplan. 1965 kom Luxemburgs andra seger i tävlingen med låten Poupée de cire, poupée de son framförd av France Gall, som endast var 17 år gammal när hon vann tävlingen. Efter segern toppade låten på listorna runt omkring i Europa, bland annat i Sverige kom den som högst på sjätteplats på Kvällstoppen. Sången utnämndes 2005 till en av de bästa Eurovision-låtarna. 1967 representerade grekiskfödda Vicky Leandros landet med låten L'amour est bleu. Bidraget slutade på fjärde plats i finalen i Wien. Låten blev i efterhand en världshit då den tolkades av Paul Mauriat och nådde bland annat förstaplatsen på billboardlistan i USA. Fem år senare representerade hon landet igen och denna gången gick hon hela vägen till seger med låten Après toi. Låten har blivit en klassiker inom eurovisionen och spelades in på flera europeiska språk, och även på japanska. Luxemburg representerades på hemmaplan 1973 av Anne-Marie David som framförde låten Tu te reconnaîtras. Luxemburg segrade i tävlingen för andra året i rad, och för fjärde gången totalt. Luxemburg hade ingen möjlighet att arrangera tävlingen igen, därmed fick Storbritannien arrangera tävlingen i Brighton 1974. 1978 representerade den spanska musikduon Baccara landet med låten Parlez-vous français?. Musikduon var redan internationellt känd tack vare sina stora discohits under andra halvan av 1970-talet. Inför tävlingen var man förhandsfavoriten, men efter röstningsomgången i finalen slutade man på sjunde plats. Likt flera föregående bidrag från landet nådde även denna låt höga listplaceringar runt om i Europa. Låten nådde bland annat åttonde plats på kvällstoppen i Sverige. Luxemburgs femte och hittills senaste seger kom 1983 med bidraget Si la vie est cadeau framförd av Corinne Hermès, Luxemburg vann tävlingen med sex poängs marginal före Israel. Efter segern kom man på tredje plats 1986 och fjärde plats 1988. Åren 1989–1993 gick det överlag dåligt för Luxemburg i tävlingen. Vid sitt deltagande år 1993 slutade landet på tjugonde plats i finalen i Millstreet. På grund av den dåliga placeringen 1993 tvingades landet stå över tävlingen 1994. De dåvarande tävlingsreglerna innebar att länder som placerade sig sämre ett år fick avstå medverkan året därpå för att kunna göra plats åt andra länder som hade fått avstå året innan att delta. Efter flera år med dåliga placeringar valde landet att inte återvända till tävlingen och var därefter frånvarande i över 30 år. Anledningen till att landet uteblev så länge var finansiella problem och att man hävdade att det är svårt för mikrostater att nå bra resultat i tävlingen vilket gjorde man inte ansåg det vara lönt att skicka någon representant till tävlingen.
I december 2022 kom det uppgifter om att landets dåvarande premiärminister, Xaiver Bettel, hade inlett diskussioner med RTL om en återkomst till Eurovision Song Contest 2024. Ett team i regeringen bildades senare för att säkerställa och underlätta landets återkomst till tävlingen. Den 12 maj 2023, dagen före finalen av Eurovision Song Contest 2023, 30 år sedan landets senaste deltagande och 40 år sedan landets senaste vinst, meddelade RTL och EBU att Luxemburg återvänder till tävlingen 2024. "Vi är glada över att Luxemburg återvänder till Eurovision Song Contest – och ännu mer glada över att RTL Luxembourg tar på sig den spännande uppgiften att välja ut 2024 års delegation", sa vd:n för RTL, Christophe Goossens. I och med detta slog Luxemburg nytt rekord för det längsta uppehållet mellan två deltaganden. RTL meddelade senare att de för första gången skulle utse både artist och bidrag i en nationell uttagning som senare fick namnet "Luxembourg Song Contest". Tävlingen vanns av TALI med bidraget "Fighter" och blev därmed det första luxemburgska bidraget på över 30 år att tävla i Eurovision Song Contest. "Fighter" slutade på en 13:e plats i finalen med 103 poäng. Kort efter finalen meddelade RTL att Luxemburg även kommer att delta i Eurovision Song Contest 2025. Även denna gång valdes bidraget ut via "Luxembourg Song Contest". Laura Thorn representerade landet i tävlingen 2025 med låten La Poupée Monte Le Son, som slutade på 22:a plats i finalen. 

### Nationell uttagningsform
Majoriteten av Luxemburgs bidrag har valts ut genom internval. Endast 1976 och 1978 har man valt ut representanten och låten via en nationell final där fem bidrag tävlat mot varandra. Åren 1989 och 1992 valdes artisten ut internt medan låten fick avgöras i en nationell tävling. Resten av åren man varit med har man valt ut representanten och låten helt internt av RTL. När landet återvände till tävlingen 2024, bestämde sig RTL för att för första gången välja ut både bidraget och artisten i en nationell tävling. Tävlingen kom att kallas "Luxembourg Song Contest" där 8 bidrag tävlade om vinsten.  

## Resultattabell
| 1 | Vinnare                            |
| 2 | Andra plats                        |
| 3 | Tredje plats                       |
| ◁ | Sista plats                        |
| X | Ett bidrag valdes men tävlade inte |

| År                               | Artist                                                                             | Bidrag                          | Språk                  | Final    | Poäng    | Semi             | Poäng            |
| -------------------------------- | ---------------------------------------------------------------------------------- | ------------------------------- | ---------------------- | -------- | -------- | ---------------- | ---------------- |
| 1956                             | Michèle Arnaud                                                                     | Ne crois pas                    | Franska                | 2        | i.u.     | Inga semifinaler | Inga semifinaler |
| 1956                             | Michèle Arnaud                                                                     | Les amants de minuit            | Franska                | 2        | i.u.     | Inga semifinaler | Inga semifinaler |
| 1957                             | Danièle Dupré                                                                      | Amours mortes (tant de peine)   | Franska                | 4        | 8        | Inga semifinaler | Inga semifinaler |
| 1958                             | Solange Berry                                                                      | Un grand amour                  | Franska                | 9        | 1        | Inga semifinaler | Inga semifinaler |
| Deltog inte 1959                 |                                                                                    |                                 |                        |          |          |                  |                  |
| 1960                             | Camillo Felgen                                                                     | So laang we's du do bast        | Luxemburgiska          | 13       | 1        | Inga semifinaler | Inga semifinaler |
| 1961                             | Jean-Claude Pascal                                                                 | Nous les amoureux               | Franska                | 1        | 31       | Inga semifinaler | Inga semifinaler |
| 1962                             | Camillo Felgen                                                                     | Petit bonhomme                  | Franska                | 3        | 11       | Inga semifinaler | Inga semifinaler |
| 1963                             | Nana Mouskouri                                                                     | À force de prier                | Franska                | 8        | 13       | Inga semifinaler | Inga semifinaler |
| 1964                             | Hugues Aufray                                                                      | Dès que le printemps revient    | Franska                | 4        | 14       | Inga semifinaler | Inga semifinaler |
| 1965                             | France Gall                                                                        | Poupée de cire, poupée de son   | Franska                | 1        | 32       | Inga semifinaler | Inga semifinaler |
| 1966                             | Michèle Torr                                                                       | Ce soir je t'attendais          | Franska                | 10       | 7        | Inga semifinaler | Inga semifinaler |
| 1967                             | Vicky Leandros                                                                     | L'amour est bleu                | Franska                | 4        | 17       | Inga semifinaler | Inga semifinaler |
| 1968                             | Chris Baldo & Sophie Garel                                                         | Nous vivrons d'amour            | Franska                | 11       | 5        | Inga semifinaler | Inga semifinaler |
| 1969                             | Romuald Figuier                                                                    | Catherine                       | Franska                | 11       | 7        | Inga semifinaler | Inga semifinaler |
| 1970                             | David Alexandre Winter                                                             | Je suis tombé du ciel           | Franska                | 12       | 0        | Inga semifinaler | Inga semifinaler |
| 1971                             | Monique Melsen                                                                     | Pomme, pomme, pomme             | Franska                | 13       | 70       | Inga semifinaler | Inga semifinaler |
| 1972                             | Vicky Leandros                                                                     | Après toi                       | Franska                | 1        | 128      | Inga semifinaler | Inga semifinaler |
| 1973                             | Anne-Marie David                                                                   | Tu te reconnaîtras              | Franska                | 1        | 129      | Inga semifinaler | Inga semifinaler |
| 1974                             | Ireen Sheer                                                                        | Bye Bye I Love You              | Franska                | 5        | 14       | Inga semifinaler | Inga semifinaler |
| 1975                             | Geraldine                                                                          | Toi                             | Franska                | 5        | 84       | Inga semifinaler | Inga semifinaler |
| 1976                             | Jürgen Marcus                                                                      | Chansons pour ceux qui s'aiment | Franska                | 14       | 17       | Inga semifinaler | Inga semifinaler |
| 1977                             | Anne-Marie B                                                                       | Frère Jacques                   | Franska                | 16       | 17       | Inga semifinaler | Inga semifinaler |
| 1978                             | Baccara                                                                            | Parlez-vous français?           | Franska                | 7        | 73       | Inga semifinaler | Inga semifinaler |
| 1979                             | Jeane Manson                                                                       | J'ai déjà vu ça dans tes yeux   | Franska                | 13       | 44       | Inga semifinaler | Inga semifinaler |
| 1980                             | Sophie & Magaly                                                                    | Papa Pingouin                   | Franska                | 9        | 56       | Inga semifinaler | Inga semifinaler |
| 1981                             | Jean-Claude Pascal                                                                 | C'est peut-être pas l'Amérique  | Franska                | 11       | 41       | Inga semifinaler | Inga semifinaler |
| 1982                             | Svetlana                                                                           | Cours après le temps            | Franska                | 6        | 78       | Inga semifinaler | Inga semifinaler |
| 1983                             | Corinne Hermès                                                                     | Si la vie est cadeau            | Franska                | 1        | 142      | Inga semifinaler | Inga semifinaler |
| 1984                             | Sophie Carle                                                                       | 100% d'amour                    | Franska                | 10       | 39       | Inga semifinaler | Inga semifinaler |
| 1985                             | Margo, Franck Olivier, Diane Solomon, Ireen Sheer, Chris Roberts & Malcolm Roberts | Children, Kinder, Enfants       | Franska                | 13       | 37       | Inga semifinaler | Inga semifinaler |
| 1986                             | Sherisse Laurence                                                                  | L'amour de ma vie               | Franska                | 3        | 117      | Inga semifinaler | Inga semifinaler |
| 1987                             | Plastic Bertrand                                                                   | Amour, Amour                    | Franska                | 21       | 4        | Inga semifinaler | Inga semifinaler |
| 1988                             | Lara Fabian                                                                        | Croire                          | Franska                | 4        | 90       | Inga semifinaler | Inga semifinaler |
| 1989                             | Park Café                                                                          | Monsieur                        | Franska                | 20       | 8        | Inga semifinaler | Inga semifinaler |
| 1990                             | Céline Carzo                                                                       | Quand je te rêve                | Franska                | 13       | 38       | Inga semifinaler | Inga semifinaler |
| 1991                             | Sarah Bray                                                                         | Un baiser volé                  | Franska                | 14       | 29       | Inga semifinaler | Inga semifinaler |
| 1992                             | Marion Welter & Kontinent                                                          | Sou fräi                        | Luxemburgiska          | 21       | 10       | Inga semifinaler | Inga semifinaler |
| 1993                             | Modern Times                                                                       | Donne-moi une chance            | Franska, luxemburgiska | 20       | 11       | Inga semifinaler | Inga semifinaler |
| Deltog inte mellan 1994 och 2023 |                                                                                    |                                 |                        |          |          |                  |                  |
| 2024                             | TALI                                                                               | Fighter                         | Engelska, franska      | 13       | 103      | 5                | 117              |
| 2025                             | Laura Thorn                                                                        | La Poupée Monte Le Son          | Franska                | 22       | 47       | 7                | 62               |
| 2026                             | Kommande                                                                           | Kommande                        | Kommande               | Kommande | Kommande | Kommande         | Kommande         |

## Röstningshistorik (1975–1993)
Luxemburg har givit mest poäng till...
| Nr | Land           | Poäng |
| -- | -------------- | ----- |
| 1  | Storbritannien | 123   |
| 2  | Irland         | 96    |
| 3  | Frankrike      | 89    |
| 4  | Nederländerna  | 80    |
| 5  | Israel         | 76    |

Luxemburg har mottagit mest poäng från...
| Nr | Land           | Poäng |
| -- | -------------- | ----- |
| 1  | Portugal       | 76    |
| 2  | Irland         | 65    |
| 3  | Storbritannien | 57    |
| 4  | Frankrike      | 56    |
| 5  | Finland        | 55    |

## Värdland
| År   | Stad      | Plats                     | Presentör         |
| ---- | --------- | ------------------------- | ----------------- |
| 1962 | Luxemburg | Villa Louvigny            | Mireille Delannoy |
| 1966 | Luxemburg | Villa Louvigny            | Josiane Chen      |
| 1973 | Luxemburg | Nouveau Théâtre Luxemburg | Helga Guitton     |
| 1984 | Luxemburg | Théâtre Municipal         | Désirée Nosbusch  |

## Kommentatorer
När Luxemburg deltog i Eurovision Song Contest sändes tävlingen på två kanaler,  RTL TV och  RTL Hei Elei, men tävlingen var mest sänd på den franska delen av RTL tills det delades år 1991 och efter det sändes i luxemburgska. Maurice Molitor var den enda infödda Luxemburgske kommentatorn.
| År        | Kommentator(er)                   |
| --------- | --------------------------------- |
| 1956-1964 | Jacques Navadic                   |
| 1965      | Pierre Tchernia                   |
| 1966-1980 | Jacques Navadic                   |
| 1981      | Jacques Navadic Marylène Bergmann |
| 1982      | Marylène Bergmann                 |
| 1983      | Valérie Sarn                      |
| 1984      | Valérie Sarn Jacques Navadic      |
| 1985-1991 | Valérie Sarn                      |
| 1992-1993 | Maurice Molitor                   |